# Municipio de Poplar Bluff
El municipio de Poplar Bluff (en inglés: Poplar Bluff Township) es un municipio ubicado en el condado de Butler en el estado estadounidense de Misuri. En el año 2010 tenía una población de 25878 habitantes y una densidad poblacional de 71,89 personas por km².

## Geografía
El municipio de Poplar Bluff se encuentra ubicado en las coordenadas 36°43′41″N 90°23′38″O / 36.72806, -90.39389. Según la Oficina del Censo de los Estados Unidos, el municipio tiene una superficie total de 359.95 km², de la cual 357.84 km² corresponden a tierra firme y (0.59%) 2.12 km² es agua.

## Demografía
Según el censo de 2010, había 25878 personas residiendo en el municipio de Poplar Bluff. La densidad de población era de 71,89 hab./km². De los 25878 habitantes, el municipio de Poplar Bluff estaba compuesto por el 87.45% blancos, el 7.73% eran afroamericanos, el 0.58% eran amerindios, el 0.8% eran asiáticos, el 0.05% eran isleños del Pacífico, el 0.77% eran de otras razas y el 2.62% pertenecían a dos o más razas. Del total de la población el 2.01% eran hispanos o latinos de cualquier raza.